# Хантер, Роберт (гребец)
Роберт Синклер (Боб) Хантер (англ. Robert Sinclair "Bob" Hunter; 27 апреля 1904, Касло, Британская Колумбия — 25 марта 1950, Ориндж, Калифорния) — канадский гребец, выступавший за сборную Канады по академической гребле в середине 1920-х годов. Серебряный призёр летних Олимпийских игр в Париже, победитель многих студенческих соревнований в составе команды Торонтского университета. Также известен как тренер по академической гребле.

## Биография
Роберт Хантер родился 27 апреля 1904 года в поселении Касло провинции Британская Колумбия, Канада.
Занимался академической греблей во время учёбы в Торонтском университете, состоял в местной университетской команде «Варсити Блюз», неоднократно принимал участие в различных студенческих соревнованиях. Являлся членом студенческого объединения Фи Гамма Дельта.
Наивысшего успеха как спортсмен добился в сезоне 1924 года, когда вошёл в основной состав канадской национальной сборной и благодаря череде удачных выступлений удостоился права защищать честь страны на летних Олимпийских играх в Париже. В программе распашных рулевых восьмёрок вместе с гребцами Артуром Беллом, Уильямом Лэнгфордом, Харольдом Литтлом, Джоном Смитом, Уорреном Снайдером, Норманом Тейлором, Уильямом Уоллесом и рулевым Айвором Кэмпбеллом на стадии полуфиналов пришёл к финишу вторым позади команды из Соединённых Штатов, собранной из студентов Йельского университета, и не смог отобраться в финал напрямую. Тем не менее, в дополнительном отборочном заезде канадцы обошли своих соперников из Аргентины, Австралии и Бельгии — тем самым всё же квалифицировались в финал. В решающем заезде участвовали действующие чемпионы Европы из Италии и победители последней Королевской регаты Хенли из Великобритании, но главными соперниками канадского экипажа вновь стали американцы — в итоге Роберт Хантер со своей командой финишировал вторым, уступив команде из США почти 16 секунд, и таким образом стал серебряным олимпийским призёром.
После парижской Олимпиады Хантер больше не показывал сколько-нибудь значимых результатов в академической гребле на международном уровне.
Окончив университет в 1925 году, впоследствии занимался тренерской деятельностью. В 1930-х годах работал тренером в лодочном клубе «Леандер» в Гамильтоне, Онтарио, в частности готовил местную восьмёрку, ставшую третьей на Олимпийских играх 1932 года в Лос-Анджелесе, а также был тренером команды, участвовавшей в Олимпиаде 1936 года в Берлине.
В 1933 году вышла в свет его книга «Академическая гребля в Канаде с 1848 года» (англ. Rowing in Canada since 1848).
Умер 25 марта 1950 года в округе Ориндж, Калифорния, в возрасте 45 лет.